# 卡姆揚卡河 (因胡爾河支流)
卡姆揚卡河（烏克蘭語：Кам'янка）是烏克蘭中部的河流，流經基洛夫格勒州。該河屬於因胡爾河的左支流，河道全長43公里，該河流域面積621平方公里。